# 冒険☆ミルキィロード!!
「冒険☆ミルキィロード!!」は、ミルキィホームズの9枚目のシングル。2014年4月30日に響ミュージックから発売された。

## 概要
表題曲「冒険☆ミルキィロード!」は、『ミルキィホームズ＆ブシロード７周年記念ライブin横浜アリーナ』のテーマソングとして使用されている他、ミルキィホームズ シスターズの歌う「スイートスイートホームタウン」、パワーアップしたライブでの定番曲「熱風海陸ブシロード～熱き咆哮～（Hyper Euro Version）」が、それぞれOff Vocal版も含め収録されている。

## 特徴
ライブDVD付き限定盤には、2014年1月3日に大宮ソニックシティ・大ホールで開催された「お正月だよ! ミルキィホームズライブ2014 ～Dreamin’～」からDreamin’に収録されている9曲の他にバックステージ映像等が収録されている。また、『ミルキィホームズ&ブシロード7周年記念ライブin横浜アリーナ』にて、『冒険☆ミルキィロード！！』のリミックスソロバージョン、シャロ盤・ネロ盤・エリー盤・コーデリア盤がそれぞれ発売された。

## 収録曲

### CD
1. 冒険☆ミルキィロード!! [4:11]
歌：ミルキィホームズ
作詞：こだまさおり 作曲・編曲：鈴木裕明
2. スイートスイートホームタウン [4:20]
歌：ミルキィホームズ シスターズ （三森すずこ、徳井青空、佐々木未来、橘田いずみ、伊藤彩沙、寺川愛美）
作詞：こだまさおり 作曲・編曲：鈴木裕明
3. 熱風海陸ブシロード～熱き咆哮～（Hyper Euro Version） [5:05]
歌：ミルキィホームズ
作詞：森ユキ 作曲：坂本裕介 編曲：小松一也
4. 冒険☆ミルキィロード!!（Off Vocal）
5. スイートスイートホームタウン（Off Vocal）
6. 熱風海陸ブシロード～熱き咆哮～（Hyper Euro Version） （Off Vocal）

### DVD

#### 本編映像
1. ぐろーりーぐろーいん☆DAYS
2. ユメユメエキスプレス
3. アコガレmake your dream
4. I DO MY BEST!!
5. SU☆PA☆PA☆スター
6. 乙女♡危機一髪
7. いっしょ懸命
8. わんだふるコンビネーション
9. 羽ばたいてDreamin’

#### 特典映像
1. 竹馬レース(ライブ内上映) [4:30]
2. お正月ライブ バックステージ映像 [11:31]